# Fahad Al Ansari
Fahad Ebrahim Al Ansari (arabul: فهد إبراهيم الأنصاري) (Kuvaitváros, 1987. február 25. –) kuvaiti labdarúgó, az élvonalbeli Al Qadsia középpályása.

## Pályafutása

### A válogatottban
2009-ben mutatkozott be a kuvaiti válogatottban, és 2019. november 14-én, a Tajvan elleni világbajnoki selejtezőn szerzett először gólt a nemzeti csapatban.
2009 és 2022 között összesen 104 alkalommal játszott a kuvaiti válogatottban, és három gólt szerzett. Kétszer vett részt az Ázsia-kupán.